# (3364) Zdenka
(3364) Zdenka est un astéroïde de la ceinture principale découvert le 5 avril 1984 par l'astronome tchèque Antonín Mrkos. Sa désignation provisoire était 1984 GF. 